# Rietine
Rietine è una frazione del comune italiano di Gaiole in Chianti, nella provincia di Siena, in Toscana.

## Storia
Le prime testimonianze di frequentazione del territorio di Rietine, o Retina, risalgono al periodo etrusco, come dimostrerebbero alcuni ritrovamenti archeologici risalenti al III secolo a.C.. La prima menzione del borgo risale tuttavia al febbraio 1039, quando Azzo di Geremia dei Ricasoli vi redasse un atto notarile con il quale cedeva al fratello Ridolfo i diritti sul castello ed il contado di San Marcellino.
Nella giurisdizione di Rietine rientrava anche il castello di Meleto, dimora dei Ricasoli, ricordata già nel 1083. Ranieri Ricasoli di Meleto acquistò da Guarnellotto di Tornano un podere a Rietine nel 1258.
Rietine contava 195 abitanti nel 1833.

## Monumenti e luoghi d'interesse

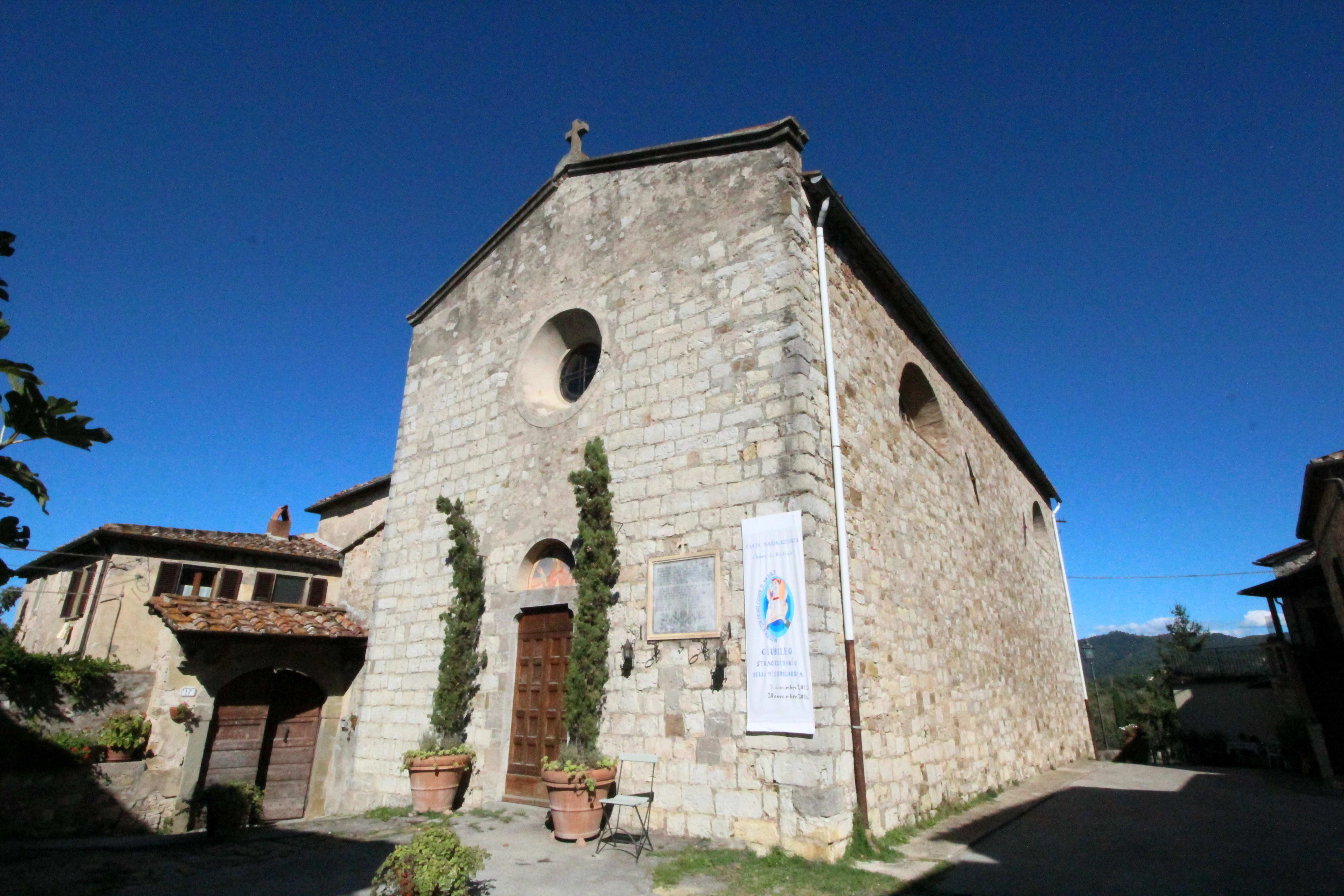
La chiesa di Santa Maria

### Architetture religiose
- Chiesa di Santa Maria, antica chiesa parrocchiale della frazione, si presenta in stile romanico, con facciata a capanna e murature in pietra. La chiesa è ricordata nel 1196 quando l'abate della badia a Coltibuono ne ottenne il patronato che fino ad allora era appartenuto ai Ricasoli.[2][3][4]

### Architetture civili
- Castello di Meleto, antico castello situato poco a nord-est di Rietine, risale all'XI secolo ed era possesso della badia a Coltibuono.[2] In seguito, fu proprietà della famiglia Firidolfi, e dette il nome al ramo dei Firidolfi da Meleto, prima di divenire Ricasoli.[2] Il castello fu uno dei più importanti baluardi fiorentini nella zona di confine tra Firenze e Siena, e poi una delle principali fortificazione nel Terziere di Gaiole della Lega del Chianti, tanto che più volte fu conteso e assediato. Nel XVIII secolo il castello venne trasformato in villa e dalla metà del XX secolo, una volta venduto dai Ricasoli, è sede di un'azienda agricola specializzata nella produzione di vino Chianti Classico.
- Castello di Stielle, o Stiella, antico castello alto-medievale situato poco a sud del borgo, è ricordato in un atto del 25 maggio 964, dove si legge della vendita di una porzione di giuspatronato della chiesa di San Martino,[5] e poi nuovamente in un atto della badia a Coltibuono del 1196 che ne conferma la proprietà ai Ricasoli[3][4] e testimonia la presenza di una chiesa intitolata a San Niccolò.[5] Nel 1415 la chiesa porta il titolo di San Bartolomeo.[5] Il castello è stato poi abbandonato e trasformato in borgo con villa padronale.